# Játékos karakter

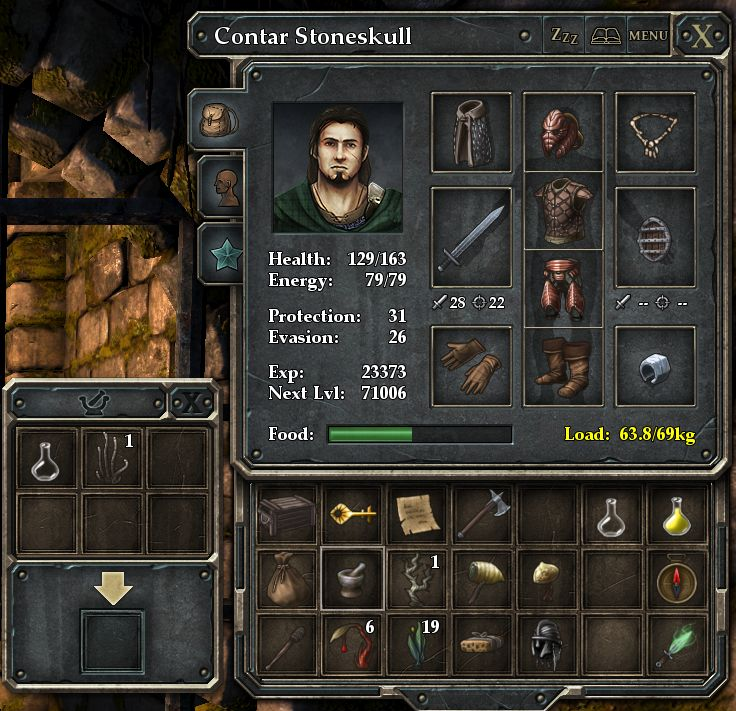
Egy "Contar Stoneskull" nevű játékos karakter a Legend of Grimrockban. A négyzetek ikonokat tartalmaznak, amelyek az általa viselt tárgyakat és a kaland során nála lévő tárgyakat jelképezik. Statisztikák, például az életerő és a tapasztalat szintén fel vannak tüntetve.

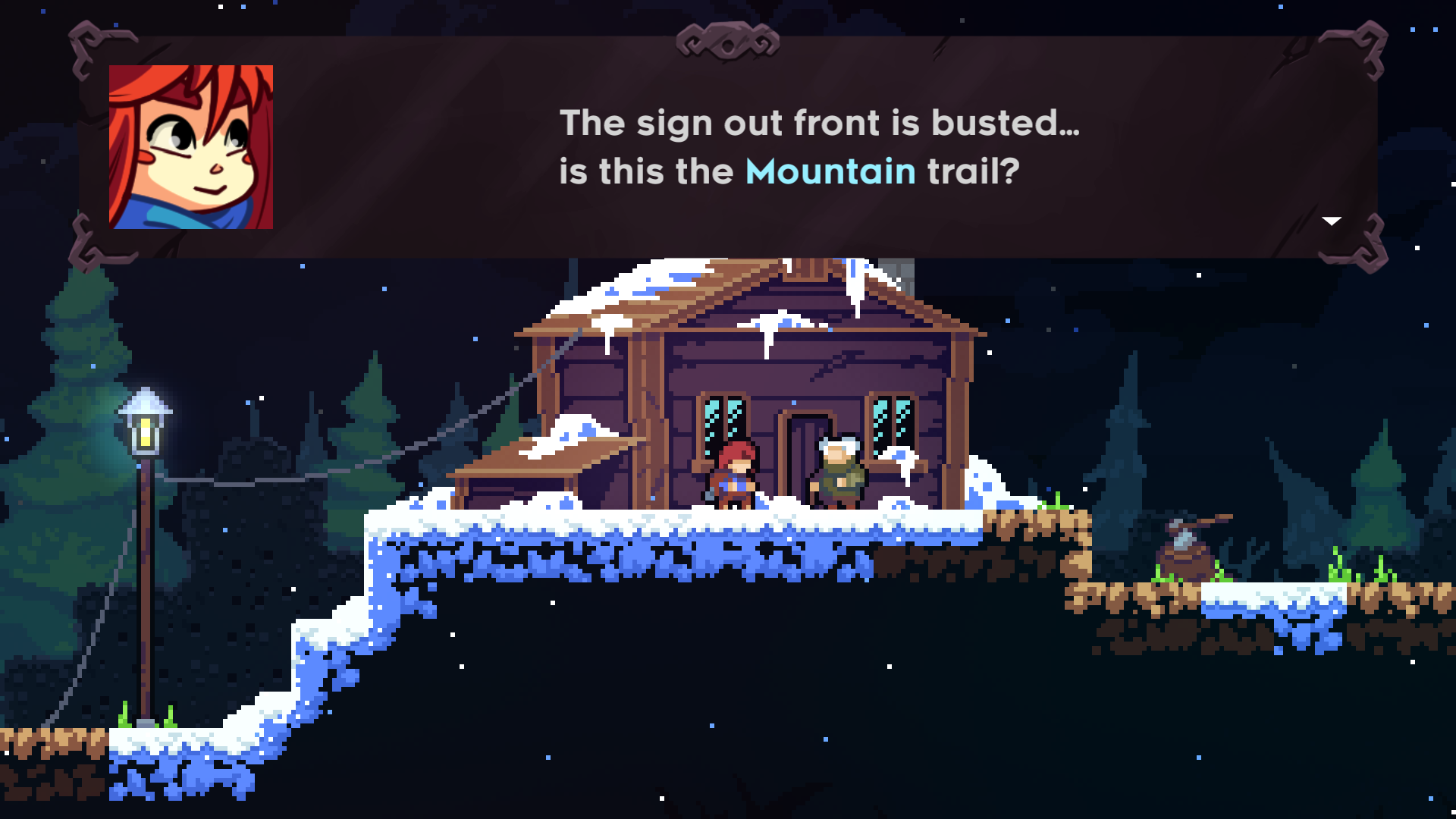
A játékos által irányított karakter (balra) beszélget egy nem játszható karakterrel egy épület előtt a Celeste játékban.

A játékos karakter (más néven játszható karakter vagy PC) egy videójátékban vagy asztali szerepjátékban szereplő fiktív karakter, akinek cselekedeteit a játékos irányítja, nem pedig a játék szabályai. Azokat a karaktereket, amelyeket nem a játékos irányít, nem játszható karaktereknek (NPC-knek) nevezzük. A nem játszható karakterek cselekedeteit videójátékokban általában maga a játék kezeli, vagy az asztali szerepjátékoknál a játékmester. A játékos karakter a karaktert irányító játékos fiktív, helyettesítőjeként funkcionál.
A videójátékokban általában minden egyes játékosnak egy játékos karaktere van. Egyes játékok, például az online többjátékos csatamezők (MOBA), a hero shooterek és a verekedős játékok több játékos karaktert kínálnak a játékosnak, amelyek közül választhat, és a játékos egyszerre csak egyet irányíthat közülük. Ahol egynél több játékos karakter áll rendelkezésre, a karakterek eltérő képességekkel és eltérő játékstílusokkal rendelkezhetnek.

## Áttekintés

### Avatárok
A játékos karaktere néha alapulhat egy valós személyen, különösen az olyan sportjátékokban, amelyek valódi sportolók nevét és képmását használják. Történelmi személyiségek és vezetők is megjelenhetnek néha karakterként, különösen a stratégiai vagy birodalomépítő játékokban, mint például a Sid Meier's Civilization sorozatban. Az ilyen játékos karaktert inkább avatárnak nevezzük, mivel a játékos karakter neve és képmása általában kevéssé befolyásolja magát a játékot. Avatárokat gyakran látni a kaszinójáték-szimulációkban is.

### Üres karakterek
Sok videójátékban, különösen az belső nézetű lövöldözős játékokban, a játékos karaktere egy "üres lap", minden említésre méltó tulajdonság vagy akár háttértörténet nélkül. Pac-Man, Crono a Chrono Triggerből, Link a The Legend of Zeldából, Chell a Portalból és Claude a Grand Theft Auto III-ból példák ilyen karakterekre. Ezek a karakterek általában néma főszereplők.
Néhány játék még ennél is tovább megy, és egyáltalán nem mutatja meg vagy nevezi meg a játékos karakterét. Ez némileg gyakori az első személyű videójátékokban, mint például a Mystben, de gyakrabban fordul elő a stratégiai videójátékokban, mint például a Dune 2000-ben, Emperor: Battle for Duneben és a Command & Conquer sorozatban. Az ilyen játékokban az egyetlen valódi jel arra, hogy a játékosnak van karaktere a vágóképek, amelyek során a karaktert küldetési eligazításon vagy kikérdezésen vesz részt. A játékost általában "tábornok", "parancsnok" vagy más katonai ranggal szólítják meg.

### Karakteres akciójátékok

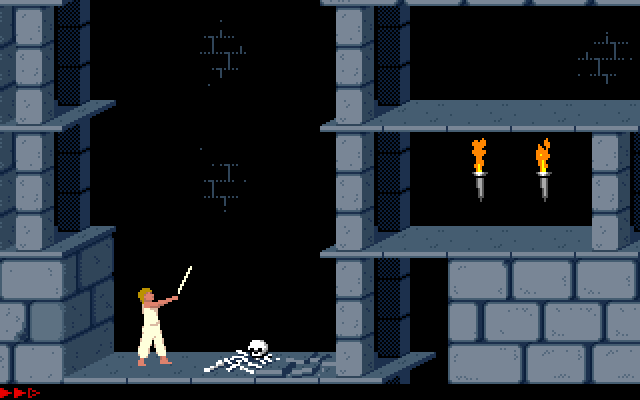
Prince of Persia, egy 1989-es platformer játék

A karakteres akciójátékok (más néven karaktervezérelt játékok, karakteres játékok vagy egyszerűen csak akciójátékok) az akciójátékok egy széles kategóriája, amely a játékos karakterek fizikai cselekedetei által vezérelt különféle játékokra utal. A kifejezés az arcade videójátékok aranykorára, az 1980-as évek elejére nyúlik vissza, amikor az "akciójátékok" és a "karakteres játékok" kifejezéseket kezdték használni, hogy megkülönböztessék a karaktervezérelt akciójátékok újonnan megjelenő műfaját az űrbeli shoot 'em up-októl, amelyek korábban, az 1970-es évek végén uralták a játéktermeket. A karakteres akciójátékok klasszikus példái ebből az időszakból a Pac-Manhez hasonló labirintusjátékok, a Donkey Konghoz hasonló platformerek és a Frogger.
Az oldalnézetes karakteres akciójátékok (más néven "oldalnézetes akciójátékok" vagy "side-scrollerek") a karakteres akciójátékok széles kategóriája, amelyek az 1980-as évek közepétől az 1990-es évekig voltak népszerűek, és amelyekben a játékos karakterek gyengébb ellenségek nagy csoportjait győzik le egy oldalnézetes játéktéren. Ilyenek például a beat 'em up-ok, mint a Kung-Fu Master és a Double Dragon, a nindzsa akciójátékok, mint a The Legend of Kage és a Shinobi, a scrolling platformerek, mint a Super Mario Bros. és a Sonic the Hedgehog, valamint a run and gun lövöldözős játékok, mint a Rolling Thunder és a Gunstar Heroes.
A "karakteres akciójátékok" kifejezés a Devil May Cry mintájára készült 3D-s hack and slash játékokra is vonatkozik, amelyek a játéktermi karakteres akciójátékok továbbfejlesztését jelentik. További példák erre az alműfajra a Ninja Gaiden, a God of War és a Bayonetta.

### Verekedős játékok
A verekedős játékokban általában több játékos karakter közül lehet választani. Néhány alapmozdulat minden vagy a legtöbb karakter számára elérhető, néhány egyedi mozdulat pedig csak egy vagy néhány karakter számára érhető el. Az ilyen játékokban a játékmenet nagyobb változatossága érdekében szükséges, hogy sok különböző karaktert játszhassunk, akik mind különböző mozdulatokkal és képességekkel rendelkeznek.

### Hero shooterek
A MOBA-khoz hasonlóan a hero shooterek is előre megtervezett "hős" karakterekre helyezik a hangsúlyt, akik olyan különleges képességekkel és fegyverekkel rendelkeznek, amelyek a többi karakter számára nem állnak rendelkezésre. A hero shooterek erősen ösztönzik a csapattagok közötti csapatmunkát, a hős karakterek hatékony kombinációinak kiválasztását és a hős képességek használatának koordinálását irányítják a mérkőzés során.

### Online többjátékos csatamező (MOBA)
Az online többjátékos csatamező játékok számos életképes játékos karaktert kínálnak a játékos számára, amelyek közül választhat, és amelyek mindegyike sajátos képességekkel, erősségekkel és gyengeségekkel rendelkezik, hogy a játékstílus eltérő legyen. A karakterek új képességeket tanulhatnak vagy a már meglévőket fejleszthetik a mérkőzés során tapasztalati pontok gyűjtésével. Ha olyan karaktert választunk, aki beleillik a saját csapatunk kompozíciójába és erős az ellenséges csapat hősei ellen, a mérkőzés könnyen eldőlhet, mielőtt elkezdődött volna. A játszható karakterek különböző fantasy témákat vegyítenek, számos popkultúrális és mitológiai utalással.

### Szerepjátékok
Mind a táblás szerepjátékokban, mint például a Dungeons & Dragons, mind a szerepjátékos videójátékokban, mint például a Final Fantasy, a játékos általában egy olyan karaktert hoz létre, vagy veszi fel annak személyazonosságát, akinek semmi köze sincs a játékoshoz. A karakter gyakran egy bizonyos (általában kitalált) fajhoz és osztályhoz tartozik (például zombi, barbár, muskétás, elf vagy pap), mindegyiknek vannak erősségei és gyengeségei. A karakterek tulajdonságai (például a mágia és a harci képesség) számértékek formájában vannak megadva, amelyek a játékos előrehaladtával, a célok teljesítésével vagy az ellenségekkel való küzdelem során rangot és tapasztalati pontokat szerezve növelhetők.

### Sport játékok
Számos sportjátékban a játékosok karaktereit gyakran valós sportolókról mintázzák, nem pedig kitalált karakterekről. Ez különösen igaz a sportszimulációs játékokra, míg sok arcade stílusú sportjátékban gyakran kitalált karakterek szerepelnek.

## Titkos karakterek
A titkos vagy feloldható karakter egy videójáték játszható karaktere, amely csak a játék befejezése vagy egy másik követelmény teljesítése után érhető el. Egyes videójátékokban a nem titkos, de csak nem játszható karakterek, például ellenségek formájában megjelenő karakterek bizonyos követelmények teljesítése vagy néha csalás után válnak játszható karakterré.